# 呆寶靜
呆寶靜（英語：Double J，1984年1月28日—），本名江靜，福建福州人，是一位在台灣發展的中國大陸快嘴饒舌女歌手。

## 歷程

### 宣布婚訊
2013年5月，突然宣布與男友周文傑登記結婚。
2019年10月3日，宣布離婚，兩人在社群軟體公布此訊息，呆寶靜IG寫下心情：「我們離婚了，說實話，目前我不想看他過得太好，也不希望他過得太差。他還是孩子值得驕傲的父親，所以我的情緒交給時間，也許有一天，我能真心祝福他。事已至此，對錯已經無關緊要，過去我問心無愧，可能不完美但已盡我所能，足矣。將來，不過問不打擾，各自安好。成全你的自由，我也自由了。」

### 進入中國新說唱後
2018年7月21日，在《中國新說唱》第二集中遭到淘汰，止步《中國新說唱》第二輪。
2018年7月24日，籌劃推出單曲，在單曲MV拍攝過程遇到颱風，回憶起出道以來每次拍MV都遇颳風下雨，也被戲稱為「風暴女」。

## 音樂作品

### 單曲EP
| 年份 | 曲名                 | 作詞   | 作曲   | 時間長度 | 附註 |
| 2018 | 當我成了妳 Demo Ver. | 呆寶靜 | 呆寶靜 | 2:54     |      |
| 2018 | 沒在怕 Not Afraid    | 呆寶靜 | 呆寶靜 | 2:56     |      |

### 專輯
| # | 專輯資料                                                                       | 曲目 |
| 1 | 《挺好的 江靜》 - 發行日期：2020年9月7日 - 唱片公司：滾石唱片 - 經紀公司：本色 | 曲目 1. Next Level 2. 叩卡遛 (feat. MC HotDog) 3. Won't Deny (feat. 瘦子E.SO) 4. You Better Calm Down 5. Soul Searching 6. 未來 7. 走遠 8. CPR 9. 當我成了妳 10. You Make Me Sick 11. 都挺好的 (feat. 張震嶽) 12. 再見 13. 三秒笑 14. I'm a Rapper |

## 外部連結
- （繁體中文） 呆寶靜的Facebook專頁
- （繁體中文） YouTube上的呆寶靜頻道
- （繁體中文） 本色音樂的Facebook專頁
- （繁體中文） 滾石唱片 ROCK RECORDS的Facebook專頁